# Belle Poule (Schiff, 1802)
Die Belle Poule war eine Fregatte der französischen Marine, die 1806 durch die Royal Navy erobert und bis 1816 dort eingesetzt wurde.

## Die Zeit in der französischen Marine
Die Belle Poule (dt. „Schöne Henne“) wurde nach einem Entwurf von Jacques-Noël Sané auf der Werft der Gebrüder Louis und Mathurin Crucy in Basse-Indre für die französische Marine gebaut. Als Teil der Virginie-Klasse lief sie am 17. April 1802 vom Stapel.
Im März 1803 wurde das Schiff der Flotte von Konteradmiral Charles-Alexandre Léon Durand Linois zugeordnet. Dieser hatte den Auftrag erhalten, die im Indischen Ozean liegenden Kolonien zurückzuerobern, die im Rahmen des Friedens von Amiens an die Britische Krone abgetreten worden waren. Die Flotte umfasste das 74-Kanonen-Linienschiff Marengo, die Fregatten Atalante, Belle Poule und Sémillante sowie Truppentransporter und Frachter mit Lebensmitteln und Munition.
Am 15. Juni 1803 wurden Truppen von der Belle Poule in Puducherry, Indien, abgesetzt. Die Flotte selbst verließ bereits am nächsten Tag das Gebiet, die zurückgelassenen Truppen mussten im September aufgeben.
Anfang November setzte die Flotte Segel in Richtung der Batavischen Republik, um den niederländischen Kolonien Schutz zu gewähren. Auf dem Weg dorthin konnte Linois bei Bengkulu Angriffe der britischen Flotte abwehren und insgesamt fünf Schiffe kapern. Die Reise ging weiter in das Südchinesische Meer, wo man die chinesischen Teile der British-East-India-Company-Flotte vermutete. Letztendlich trafen diese in der Seeschlacht von Pulo Aura aufeinander. Die größere Zahl der britischen Ostindienfahrer, von denen einige Flaggen der Royal Navy führten, sowie ihre verbissene Verteidigung ließ die Franzosen jedoch aufgeben. Linois kehrte nach Batavia zurück. Von dort entsendete er die Atalante und die Belle Poule in den Golf von Bengalen, wo die Belle Poule vor der Rückkehr zur Ile de France noch mehrere Schiffe aufbrachte.
In den Jahren 1805 und 1806 kreuzte die Belle Poule mit weiteren eingesetzten Schiffen vor der afrikanischen Küste zwischen dem Roten Meer und dem Kap der guten Hoffnung. In der Schlacht vom 13. März 1806 traf Linois auf die Einheit von Vizeadmiral Sir John Borlase Warren. Diese waren sieben Linienschiffe, darunter das 108-Kanonenschiff HMS London, die 82-Kanonenschiffe HMS Ramilles und HMS Repulse, das 80-Kanonenschiff HMS Foudroyant, zwei Fregatten, unter anderem die HMS Amazon, und eine Korvette stark. Nach einem schweren Kampf mit der London musste die Marengo die Segel streichen, der Belle Poule erging es nach Kämpfen mit der Amazon sowie der Ramillies gleich.
Zu diesem Zeitpunkt war die Belle Poule mit 40 18-Pfünder-Kanonen bewaffnet, die Mannschaft stand unter dem Kommando von Captain Brouillac. Die Marengo und die Belle Poule verloren insgesamt 65 Männer, 80 wurden verwundet. Die britischen Widersacher hatten dagegen nur einen Verlust von 13 Menschenleben und 26 Verletzten.

## In der Royal Navy
Mit ihrer Eroberung durch Borlase Warren stellte die Admiralität die Belle Poule unter Beibehaltung ihres Namens als Fregatte 5. Ranges in den Dienst.

### Adria-Dienst
Im Jahr 1808 wurde sie unter Kapitän James Brisbane zu den Kräften befehligt, die im Rahmen der Adria-Kampagne (1807–1814, Napoleonische Kriege) Korfu erfolgreich blockierten.
Im Februar 1809 eroberte Brisbane bei einem Überfall auf den Hafen von Vlora die Var. Das Schiff lag unterhalb zweier Kanonenstandorte der Festung, diese wurden jedoch nicht eingesetzt, so dass die Belle Pule eine freie Schussbahn auf die Var hatte. Obwohl die Var für die Aufnahme von 32 Kanonen vorgesehen war, waren dort nur zweiundzwanzig 9-Pfünder-Kanonen und vier 24-Pfünder-Geschütze montiert. Das Schiff wurde später als Chichester in der britischen Marine eingesetzt.
Die Besatzung von 200 Mann unter dem Kommando von Kapitän Palin Brisbane sah sich nach der Eroberung nicht in der Lage, die Verluste ihres Gegners zu ermitteln, da die Mannschaft das Schiff in dem Moment verließ, als sie Flagge strich.
Zwischen dem 2. und 12. Oktober des gleichen Jahres war die Belle Poule an den Invasionen der Ionischen Inseln Cerigo, Kefalonia und Zante und der dort eroberten Prise beteiligt.
Am 10. März 1810 brachte die  Belle Poule die Charlotta auf.
Ab dem 31. März des gleichen Jahres griffen die britischen Seekräfte die französische Festung von Santa Maura an. Die Soldaten der Belle Poule waren Teil der Angriffstruppen, zum Zeitpunkt der Aufgabe durch den Feind am 10. April war von der Mannschaft der Belle Poule nur ein Mann verletzt worden. Über den 10-tägigen Zeitraum der Schlacht wurden in Summe sechs Männer der Gesamtmannschaft verwundet.
Am 21. August 1810 brachte Belle Poule die Saint Nicholo auf, am 11. Dezember die italienische Brigg Carlotta, die, eigentlich für 14 Kanonen vorgesehen, nur zehn führte. Das Schiff hatte eine Mannschaft von 100 Männern und befand sich auf dem Weg von Venedig nach Korfu. Die Mannschaften der Montague sowie der Acorn wurden an den Prisengeldern für den Rumpf beteiligt. Ungefähr zur gleichen Zeit assentierte Belle Poule ebenfalls beim Aufbringen eines französischen Schoners an der Dalmatischen Küste.
Am 30. Januar 1811 eroberte und zerstörte Belle Poule gemeinsam mit der Leonidas, Victorious und Imogen den schonergetakelten italienischen Man-of-War Leoben. Die Leoben brachte ihre Fracht, militärische Ausstattung, von Venedig nach Korfu. Hierzu segelte sie parallel zur albanischen Küste. Das Schiff war mit zehn Kanonen bewaffnet und hatte eine Besatzung von 60 Mann. Mit ihrer Eroberung wurde das Schiff von der eigenen Mannschaft in Brand gesetzt und gesprengt.
Vom 4. bis 5. Mai 1811 beteiligte sich Belle Poule zusammen mit der  Alceste  an einem Angriff auf Porec (Istrien). Hierbei trieben sie eine französische Brigg in den dortigen Hafen, konnten aber nicht nahe genug an diese heran kommen, um sie zu beschießen. Stattdessen landeten die Angreifer 200 Seeleute sowie alle auf den Schiffen befindlichen Marinesoldaten auf einer in der Nähe befindlichen Insel an. Zusätzlich wurden zwei 9-Pfünder-Kanonen, zwei Feldhaubitzen sowie eine weitere Artilleriewaffe eingesetzt. Der darauf folgende gegenseitige Beschuss hielt fünf Stunden an, hierbei konnte die französische Brigg versenkt werden.
In diesem Einsatz wurde ein Mann der Belle Poule getötet, drei wurden verletzt, Alceste hatte zwei getötete Männer zu vermelden. Hiernach kehrte die Belle Poule zurück nach Großbritannien und wurde der Kanalflotte zugeordnet. Am 22. Dezember 1811 brachte die Mannschaft des Schiffes zusammen mit der Medus zwei Chasse-marées auf.

### Krieg von 1812
Nach einer kurzen Zeit in der Kanalflotte wurde die Belle Poule zum Einsatz in den Britisch-Amerikanischen Krieg kommandiert. Im Jahr 1812 kontrollierte die Belle Poule die sogenannte Westansteuerung, wobei sie diverse amerikanische Handels- und Kaperschiffe aufbrachte. Am 27. Januar setzte sie die Spy fest, es folgten die Prudentis am 31. Januar und die Don Roderick am 16. Februar. Bei der Aufbringung der Don Roderick wurde die Belle Poule durch die britischen Kriegsschiffe Achates, Dryad und Lyra unterstützt. Am 30. April brachte Belle Poule gemeinsam mit der Hermes den amerikanischen Kaperer Gipsy (oder Gipsey) nach dreitägiger Jagd mitten auf dem Atlantik auf. Im Verlauf dieser Aktion signalisierte die Gipsy zweimal die Kapitulation gegenüber der Hermes, entwischte dann aber in beiden Fällen, bevor die Mannschaft der Belle Poule entern konnte. Die Gipsey hatte eine Verdrängung von 300 Tonnen und war mit zwölf 18-Pfund-Karronaden und einer 18-Pfund-Drehbrasse bestückt. Am 26. Mai brachte die Belle Poule zusammen mit der Abercombie und der Dryad die General Gates auf. Die Prise der Belle Poule wurde aufgrund Übereinkunft mit der Mannschaft der Armide geteilt, gleiches geschah drei Tage später, als die Armide die Purse aufbrachte.
Im September 1812 ersetzte Kapitän George Harris Kapitän Brisbane und im Laufe des folgenden Jahres brachte die Belle Poule weitere amerikanische Schiffe auf, darunter vier Kaperschiffe. Am 26. Februar 1813 brachten die Warspite und Belle Poule die Mars mitsamt ihrer Ladung auf. Am 11. März brachten die Belle Poule und der britische Kaperer Earl St Vincent gemeinsam das mit 16 Mann besetzte und zwei Kanonen ausgestattete 220-Tonnen-Schiff John and Francis auf. Die John and Francis war mit einer Ladung bestehend aus Brandy und Wein auf dem Weg von Bordeaux nach New York. Am 3. April konnte die Belle Poule nach neunstündiger Jagd die Grand Napoleon aufbringen, die seit 29 Tagen von New York kommend auf See war und Kurs Bordeaux hielt. Es handelte sich um einen 305-tonnigen Neubau mit zweiundzwanzig Stückpforten, von denen allerdings nur vier mit Kanonen ausgestattet waren. Das Schiff wurde von einer 43-köpfigen Besatzung bedient. Während der Fahrt hatte sie nicht nur wertvolle Ladung an Bord, Kapitän Harris beschrieb sie später als „kupferbesetzt und, mit allem Respekt, eines der erlesensten Schiffe, das ich je sah.“ Noch am gleichen Tage brachte die britische Dispatch das preußische Schiff Enigheidt auf, die Prise wurde zwischen der Belle Poule, Briton und Royalist geteilt. In Bezug auf eine durch die Belle Poule aufgebrachte Napoleon – wahrscheinlich ein anderes Schiff als die Grand Napoleon – wurde die Prise unter den Beteiligten Briton und dem als Hilfsschiff requirierten Kutter Fancy, sowie aufgrund von Vereinbarungen mit der Dispatch und Royalist geteilt.
Am 20. April 1813 brachte die Belle Poule zusammen mit der Pyramus den Kaperer Zebra auf. Hierbei handelte es sich um einen mit 10 Kanonen ausgestatteten Schoner, der mit seinen 38 Mann Besatzung auf dem Weg von Bordeaux nach New York war. Zum Zeitpunkt der Enterung war zusätzlich die Andromache in Sichtweite. Die Zebra wurde von der British Navy übernommen und als Pictou eingesetzt.
Am darauf folgenden 11. Mai konnte die Belle Poule die Revenge nach einer Jagd von 17.00 h bis 02:00 h nachts stellen. Die mit 32 Mann besetzte Revenge war ein Neubau mit 16 Stückpforten – von denen allerdings nur vier mit langen 9-Pfünder-Kanonen bestückt waren – auf dem Weg von Charleston nach Bordeaux.
Am 20. September kaperte die Belle Poule zwei französische Chasse-marées, zum einen die 32 Tonnen verdrängende Roze, mit ihren 32 Mann Besatzung auf dem Weg von Bordeaux nach Nantes, zum anderen die 25 Tonnen verdrängende Ambition, mit drei Mann auf dem Weg von Bordeaux nach La Rochelle.
Am 14. Dezember enterte die Mannschaft der Belle Poule in Begleitung der Castillian und der Tartarus die Brigg Squirrel, die auf ihrem Weg von Arcachon nach New York war. Bei der Squirrel handelte es sich um ein mit zwei Kanonen bewaffnetes Schiff, das 169 Tonnen verdrängte und eine Mannschaft von 17 Personen hatte.
Ab 1814 stand die Belle Poule unter dem Kommando von Captain Edward Williams. In dieser Zeit drang sie bis zum Gironde im Süden Frankreichs vor. Noch vor dem 9. April wurde ein Landungstrupp, der aus Seeleuten und Marinesoldaten der Belle Poule bestand, unter der Führung von Captain George Harris abgesetzt. Dieser marschierte 50 mi (80 km), wobei er nacheinander die Batterien von Pointe Coubre, Pointe Nègre, Royan, Soulac und Mèche überrannte. Insgesamt zerstörte der Landungstrupp so siebenundvierzig 36-Pfünder und siebzehn 13" Mörser. Noch während der Rückkehr organisierte Harris die Belagerung der Befestigungen bei Blaye. Rear Admiral Penrose beorderte daraufhin die Belle Poule als „Voraus zum vorrückenden Geschwader“ in den Gironde hinein.
Auf Ersuchen von Duke Wellesley wurde die Belle Poule im Juni zum Truppentransporter unter Führung von Captain Francis Baker umgewidmet. Am 15. August traf das Schiff von Portsmouth kommend in Plymouth ein, wobei hier schon das 93rd (Sutherland Highlanders) Regiment of Foot an Bord war. In der folgenden Zeit wurde die Belle Poule für die neue Aufgabe grundüberholt und angepasst. Am 17. September schließlich wurden die Truppen des 93. Regimentes eingeschifft. Am Folgetag lief die Belle Poule aus, um ihre Reise Richtung New Orleans über die Bermudas anzutreten. Die Belle Poule war ebenso wie die transportierten Truppen an der Schlacht von New Orleans beteiligt. Während des Aufmarsches zu dieser Schlacht war das Schiff bei der Seeschlacht von Lake Borgne vom 12. bis zum 14. Dezember beteiligt. Während die Mannschaft der Belle Poule nur zwei leicht verletzte Männer zu vermelden hatte, sollte das 93. Regiment bei der folgenden Landschlacht schwere Verluste erleiden.
Erst viele Jahre später erhielt die Mannschaft der Belle Poule ihr Prisengeld, das aus der Eroberung eines amerikanischen Kanonenbootes und verschiedener Ballen Baumwolle resultierte.
Die Belle Poule kehrte am 17. Mai 1815 nach Portsmouth zurück.

## Schicksal und Nachwirkungen
Eine Woche nach ihrer Rückkehr wurde die Belle Poule nach Portsmouth verlegt und noch im gleichen Jahr in eine Hulk umgewandelt. Diese diente als Gefängnis. Am 11. Juni 1816 wurde das Schiff für £ 2.700 verkauft, der weitere Verbleib ist unbekannt.
Im Januar 1819 bewilligte das britische Parlament Zahlungen an alle Mannschaften der Schiffe, die unter Lord Viscount Keith ab 1812 bis 1814 sowie beim Einsatz in der Gironde gedient hatten. Die Belle Poule wurde hierbei genannt. Ab 1847 gab die Admiralität die Naval General Service Medal mit Spangenbeschriftung „14 Dec. Boat Service 1814“ an alle überlebenden Antragsteller der Schlacht um Lake Borgne aus.